# Ligne de Mátramindszent à Homokterenye par Mátranovák
La Ligne de Mátramindszent à Homokterenye par Mátranovák ou ligne 83 est une ligne de chemin de fer de Hongrie. Elle relie Mátramindszent à Homokterenye par Mátranovák.